# Liste des matchs de l'équipe de Gambie de football par adversaire
Cette liste présente les matchs de l'équipe de Gambie de football par adversaire rencontré.
- Haut – A
- B
- C
- D
- E
- F
- G
- H
- I
- J
- K
- L
- M
- N
- O
- P
- Q
- R
- S
- T
- U
- V
- W
- X
- Y
- Z

## A

### Algérie
Confrontations entre l'équipe d'Algérie de football et l'équipe de Gambie de football en matchs officiels :
| Date             | Lieu           | Match            | Score | Compétition              |
| 7 octobre 2006   | Alger, Algérie | Algérie - Gambie | 1-0   | Elim CAN 2008            |
| 9 septembre 2007 | Banjul, Gambie | Gambie - Algérie | 2-1   | Elim CAN 2008            |
| 14 juin 2008     | Banjul, Gambie | Gambie - Algérie | 1-0   | Elim coupe du monde 2010 |
| 20 juin 2008     | Blida, Algérie | Algérie - Gambie | 1-0   | Elim coupe du monde 2010 |
| 29 février 2012  | Banjul, Gambie | Gambie - Algérie | 1-2   | Elim CAN 2013            |
| 15 juin 2012     | Blida, Algérie | Algérie - Gambie | 4-1   | Elim CAN 2013            |

Bilan
- Total de matchs disputés : 6
- Victoires de l'équipe de Gambie : 2
- Victoires de l'équipe d'Algérie : 4
- Matchs nuls : 0

### Cameroun
| Date             | Lieu         | Match              | Score | Compétition                |
| ---------------- | ------------ | ------------------ | ----- | -------------------------- |
| 6 Septembre 2015 | Banjul       | Gambie - Cameroun  | 0-1   | Qualification CAN 2017     |
| 3 Septembre 2016 | Douala       | Cameroun - Gambie  | 2-0   | Qualification CAN 2017     |
| 29 Janvier 2019  | Douala       | Gambie - Cameroun  | 0-2   | CAN 2021 (Quart de finale) |
| 23 Janvier 2023  | Yamoussoukro | Gambie vs Cameroun | 2-3   | CAN 2024 (Groupe C)        |

### Guinée
| 23 Mars 2007    | Banjul, Gambie             | Gambie - Guinée  | 0-2 | Qualification CAN 2008         |
| --------------- | -------------------------- | ---------------- | --- | ------------------------------ |
| 3 Juin 2007     | Conakry Guinée             | Guinée vs Gambie | 2-2 | Qualification CAN 2008         |
| 24 Janvier 2022 | Bafoussam Cameroun         | Guinée vs Gambie | 0-1 | CAN 2021 (Huitièmes de finale) |
| 19 Janvier 2024 | Yamoussoukro Côte d'Ivoire | Guinée vs Gambie | 1-0 | CAN 2024 (Groupe C)            |

## L

### Libye
| Date           | Lieu             | Match          | Score | Compétition                                              |
| 8 mai 1980     | Tripoli ( Libye) | Libye - Gambie | 2-1   | Tours préliminaires à la Coupe du monde de football 1982 |
| 6 juillet 1980 | Banjul ( Gambie) | Gambie - Libye | 0-0   | Tours préliminaires à la Coupe du monde de football 1982 |

Bilan partiel
- Total de matchs disputés : 2
- Victoires de l'équipe de Gambie : 0 (1 but)
- Victoires de l'équipe de Libye : 1 (2 buts)
- Matchs nuls : 1

## M

### Maroc
| Date            | Lieu       | Match          | Score | Compétition                        |
| 10 août 1975    | Casablanca | Maroc - Gambie | 3-0   | Qualifications CAN 1976            |
| 10 août 1975    | Gambie     | Maroc - Gambie | 3-0   | Qualifications CAN 1976            |
| 9 avril 2000    | Banjul     | Maroc - Gambie | 1-0   | Qualifications Coupe du monde 2002 |
| 22 avril 2000   | Casablanca | Maroc - Gambie | 2-0   | Qualifications Coupe du monde 2002 |
| 16 janvier 2002 | Banjul     | Maroc - Gambie | 2-0   | Amical                             |

Bilan
- Total de matchs disputés : 5
- Victoires de l'équipe de Gambie : 0
- Victoires de l'équipe du Maroc : 5
- Matchs nuls : 0

## R

### République centrafricaine

#### Confrontations
Confrontations entre la République centrafricaine et la Gambie :
|   | Date         | Lieu    | Match                              | Score | Compétition  |
| - | ------------ | ------- | ---------------------------------- | ----- | ------------ |
| 1 | 27 mars 2017 | Kénitra | République centrafricaine - Gambie | 1-2   | Match amical |
| 2 | 23 mars 2018 | Bakau   | Gambie - République centrafricaine | 1-1   | Match amical |

#### Bilan
Au 19 avril 2019 :
- Total de matchs disputés : 2
- Victoires de la République centrafricaine : 0
- Matchs nuls : 1
- Victoires de la Gambie : 1
- Total de buts marqués par la République centrafricaine : 2
- Total de buts marqués par la Gambie : 3

## S

### Sénégal
| 29 Mars 2003    | Banjul       | Gambie-Sénégal   | 0-0 | Qualification CAN 2004  |
| --------------- | ------------ | ---------------- | --- | ----------------------- |
| 6 Juin 2003     | Dakar        | Sénégal - Gambie | 3-1 | Qualification CAN 2004  |
| 8 Juin 2008     | Banjul       | Gambie - Sénégal | 0-0 | FIFA 2010 Qualification |
| 11 Octobre 2008 | Tambacounda  | Sénégal - Gambie | 1-1 | FIFA 2010 Qualification |
| 15 Janvier 2024 | Yamoussoukro | Sénégal - Gambie | 3-0 | CAN 2024 (Groupe C )    |

### Sierra Leone

#### Confrontations
Confrontations entre la Sierra Leone et la Gambie :
|    | Date             | Lieu     | Match                 | Score | Compétition                                                              |
| -- | ---------------- | -------- | --------------------- | ----- | ------------------------------------------------------------------------ |
| 1  | 16 novembre 1968 | Freetown | Sierra Leone - Gambie | 2-1   | Match amical                                                             |
| 2  | 24 avril 1971    |          | Sierra Leone - Gambie | 3-1   | Match amical                                                             |
| 3  | 6 février 1983   |          | Sierra Leone - Gambie | 0-1   | Coupe CEDEAO 1983 (qualifications)                                       |
| 4  | 20 février 1983  |          | Gambie - Sierra Leone | 0-1   | Coupe CEDEAO 1983 (qualifications)                                       |
| 5  | 4 janvier 1984   |          | Gambie - Sierra Leone | 1-0   | Match amical                                                             |
| 6  | 10 février 1984  | Freetown | Sierra Leone - Gambie | 1-0   | Coupe Amílcar Cabral 1984 (en) (gr. A)                                   |
| 7  | 18 novembre 1984 | Banjul   | Gambie - Sierra Leone | 3-2   | Qualifications à la Coupe d'Afrique des nations 1986 (tour préliminaire) |
| 8  | 2 décembre 1984  | Freetown | Sierra Leone - Gambie | 2-0   | Qualifications à la Coupe d'Afrique des nations 1986 (tour préliminaire) |
| 9  | 15 février 1985  | Banjul   | Gambie - Sierra Leone | 1-1   | Coupe Amílcar Cabral 1985 (en) (gr. A)                                   |
| 10 | 4 février 1986   | Dakar    | Sierra Leone - Gambie | 2-1   | Coupe Amílcar Cabral 1986 (en) (gr. B)                                   |
| 11 | 30 avril 1988    | Bissau   | Sierra Leone - Gambie | 3-1   | Coupe Amílcar Cabral 1988 (en) (gr. B)                                   |
| 12 | 28 novembre 1991 | Dakar    | Sierra Leone - Gambie | 0-0   | Coupe Amílcar Cabral 1991 (gr. A)                                        |
| 13 | 30 novembre 1993 | Freetown | Sierra Leone - Gambie | 1-1   | Coupe Amílcar Cabral 1993 (en) (gr. B)                                   |
| 14 | 7 janvier 1995   | Freetown | Sierra Leone - Gambie | 2-0   | Qualifications à la Coupe d'Afrique des nations 1996 (gr. 3)             |
| 15 | 4 décembre 1999  | Banjul   | Gambie - Sierra Leone | 0-0   | Match amical                                                             |
| 16 | 8 mai 2000       | Praia    | Gambie - Sierra Leone | 2-2   | Coupe Amílcar Cabral 2000 (gr. A)                                        |
| 17 | 16 juin 2001     | Freetown | Sierra Leone - Gambie | 1-1   | Match amical                                                             |
| 18 | 25 août 2002     | Banjul   | Gambie - Sierra Leone | 1-0   | Match amical                                                             |
| 19 | 12 juin 2005     | Freetown | Sierra Leone - Gambie | 1-0   | Match amical                                                             |
| 20 | 23 décembre 2007 | Bakau    | Gambie - Sierra Leone | 2-1   | Match amical                                                             |

#### Bilan
Au 22 avril 2019 :
- Total de matchs disputés : 20
- Victoires de la Sierra Leone : 9
- Matchs nuls : 6
- Victoires de la Gambie : 5
- Total de buts marqués par la Sierra Leone : 25
- Total de buts marqués par la Gambie : 17

## T

### Tunisie
Voici la liste des confrontations entre l'équipe de Gambie de football et l'équipe de Tunisie de football :
Bilan
| 20 Janvier 2022 | Limbé Stadium | Gambie - Tunisie | 1-0 | CAN 2022 |
| --------------- | ------------- | ---------------- | --- | -------- |

- Total de matchs disputés : 1
- Victoires de l'équipe de Gambie : 1 (1 buts)
- Victoires de l'équipe de Tunisie : 0 (0 but)
- Match nul : 0